# 中野孝行
中野 孝行（なかの たかゆき、1963年8月28日 - ）は、日本の陸上競技指導者、元陸上選手。帝京大学駅伝競走部監督、帝京大学スポーツ医科学センター准教授。北海道白糠町出身。

## 経歴
- 1982年3月 - 北海道白糠高等学校卒業[1]
- 1986年3月 - 国士舘大学体育学部卒業[1]
- 1986年4月 - 雪印乳業陸上競技部選手（～1995年）[1]
- 1995年3月 - 三田工業女子陸上競技部コーチ（～1998年）[1][2]
- 1999年 - 千葉県船橋市の臨時職員として特別支援学級の介助員[3][4]
- 1999年8月 - NEC陸上競技部コーチ（～2003年）[1][2]
- 2003年 - 同契約社員[3]
- 2005年11月 - 帝京大学経済学部経済学科専任講師・駅伝競走部監督[1][2]
- 2007年4月 - 同医療技術学部スポーツ医療学科専任講師[1]
- 2012年4月 - 同スポーツ医科学センター専任講師[1]
- 2020年4月 - 同准教授[1]

## 人物
- 国士舘大学時代、箱根駅伝には4年連続出場経験がある。

## 著書
- 自分流 駅伝・帝京大の育成力（2018年12月27日、ベースボール・マガジン社、ISBN 978-4-583-11198-8）